# This Is Elvis
This Is Elvis è un film documentario del 1981 diretto da Andrew Solt e Malcolm Leo, basato sulla vita di Elvis Presley.

## Descrizione
La pellicola mescola materiale d'archivio con ricostruzioni filmiche, con la narrazione del cantante pop Ral Donner. Venne presentato come opera fuori concorso al Festival di Cannes del 1981. Il film incassò circa 2 milioni di dollari al box office negli Stati Uniti e in Canada.
Nelle ricostruzioni sceniche, Presley venne interpretato nel film da quattro attori diversi:
- Paul Boensch III - Presley bambino all'età di 10 anni (a Tupelo, Mississippi, nel 1946)
- David Scott - Presley a 18 anni (a Memphis nel 1953, a scuola, alle sedute di registrazione alla Sun Records)
- Dana MacKay - Presley all'età di 35 anni
- Johnny Harra - Presley a 42 anni (titoli di testa, 16 agosto 1977 giorno del decesso)

Nel 1981, la RCA Records ha pubblicato un doppio album della colonna sonora del film (n. catal. CPL2 4031), contenente la prima pubblicazione ufficiale di svariate apparizioni televisive di Presley degli anni cinquanta. Nel 2015 è stato ristampato in CD, con l'aggiunta di un secondo disco contenente 20 bonus tracks.
Il 7 agosto 2007 il film è uscito su doppio DVD in occasione del trentesimo anniversario della scomparsa di Presley. Il primo disco contiene la versione originale del film proiettata nei cinema all'epoca, il secondo disco include la versione estesa con 45 minuti extra di contenuti inediti.